# Jarrod Lyle
Jarrod Lyle (Shepparton, 21 augustus 1981 – Torquay, 8 augustus 2018) was een golfprofessional uit Australië.

## Amateur
Op 17-jarige leeftijd kreeg Lyle te horen dat hij leukemie had. Negen maanden en enkele chemokuren later stond hij weer op de drivingrange. Zijn moeder, die zelf Multiple Sclerose heeft, was in die periode zijn grote steun. Zijn vader zorgde voor de andere kinderen en nam ze driemaal per week mee om Jarrod in Melbourne te bezoeken. 

#### Gewonnen
- 2003: Lake Macquarie Amateur Kampioenschap
- 2004: Lake Macquarie Amateur Kampioenschap

#### Teams
- Eisenhower Trophy: 2004

## Professional
In november 2004 werd Lyle professional. Door zijn goede prestaties als amateur kreeg hij een aantal uitnodigingen. In 2005 speelde hij vijf toernooien op de Europese PGA Tour en werd 3de bij de Heineken Classic in Melbourne.
In 2005 bezocht hij de Europese Tourschool en haalde een spelerskaart voor 2006. Zijn beste resultaat was een 4de plaats bij het Volvo China Open, maar aan het einde van het seizoen verloor hij zijn kaart. Via de Nationwide Tour van 2006 kwalificeerde hij zich voor de Amerikaanse PGA Tour.
Lyle overleed op 36-jarige leeftijd aan kanker.